# ZH 1
Der Zerstörer ZH 1 war der ehemalige niederländische Zerstörer Gerard Callenburgh der Gerard Callenburgh-Klasse, der von der deutschen Kriegsmarine im Zweiten Weltkrieg erbeutet und in Dienst gestellt wurde.

## Geschichte
Der Zerstörer wurde 1937 in Auftrag gegeben, am 12. Oktober 1938 bei der Rotterdamsche Droogdok Maatschappij in Rotterdam auf Kiel gelegt und lief genau ein Jahr später am 12. Oktober 1939 vom Stapel. Er wurde von der deutschen Wehrmacht beim Angriff auf die Niederlande im Mai 1940 in der Herstellerwerft erbeutet. Das Schiff befand sich noch in der Ausrüstung und war am 15. Mai 1940 in der Werft versenkt worden.
Im Juli 1940 wurde das Schiff gehoben und blieb zum Weiterbau in Rotterdam. Dort wurde es fertiggestellt. Die bereits für den 4. März 1942 vorgesehene Indienststellung musste wegen akutem Mangel an Unteroffizieren verschoben werden. So wurde der Zerstörer erst am 5. Oktober 1942 als ZH 1 in Dienst gestellt. Das „Z“ stand für „Zerstörer“, das „H“ für „Holland“. Das Schiff behielt die ursprüngliche Hauptbewaffnung aus fünf britischen 4,7-Zoll-Geschützen (zwei 4,7-inch QF Mark XII Zwillinge und ein 4,7-inch QF Mark IX).
ZH 1 lief am 25. Oktober 1942 aus Rotterdam aus und traf am nächsten Tag in Hamburg ein. Bei Blohm & Voss fand die Abnahme statt, bevor das Schiff wenige Tage später in die Ostsee verlegte. Mitte Januar lief es wieder in Hamburg ein, wo es bis Ende März bei Blohm & Voss in der Werft lag. Am 11. April 1943 kollidierte es bei Gedser mit dem dänischen Dampfer Douro, der sank. Im Juni 1943 traf ZH 1 zur Durchführung von Restarbeiten wieder bei Blohm & Voss in Hamburg ein. Ende August 1943 lief der Zerstörer nach Swinemünde, Mitte Oktober war er wieder einsatzbereit.
Der Zerstörer diente zunächst als Versuchsschiff in der Ostsee, wurde dann aber nach dem Verlust von Z 16 Friedrich Eckoldt im Dezember 1942 der 5. Zerstörerflottille zugeteilt. 1943 kam das Schiff zur 8. Zerstörerflottille, die in der Biskaya und vor der französischen Westküste operierte. Am 31. Oktober 1943 begann die Verlegung von Kiel nach Bordeaux zusammen mit Z 27. Nachdem sie auf ihrer Fahrt mehrmals die Angriffe von englischen Motortorpedobooten abgewehrt hatten, trafen sie am 5. November 1943 in der Gironde-Mündung ein.
Beim Einholen des Blockadebrechers Osorno blieb ZH 1 in der Mitte der Biskaya mit völlig versalzter Antriebsanlage liegen und musste durch das Torpedoboot T 25 in die Gironde eingeschleppt werden. Die Instandsetzung in Bordeaux dauerte bis Februar 1944. Es folgten mehrere Geleitaufgaben, Übungs- und Sicherheitsfahrten.
Bei dem Versuch, zusammen mit den Zerstörern Z 24, Z 32 und dem Torpedoboot T 24, von Brest aus die alliierte Invasionsflotte vor der Normandieküste anzugreifen, kam es am Morgen des 9. Juni 1944 im Ärmelkanal bei der Île de Batz zu einem Gefecht mit der aus vier britischen (Tartar, Ashanti, Eskimo, Javelin), zwei kanadischen (Haida, Huron) und zwei polnischen (Błyskawica, Piorun) Zerstörern bestehenden britischen 10. Zerstörerflottille. Dabei wurde ZH 1 durch zahlreiche Artillerietreffer und einen Torpedotreffer durch die Tartar in Brand und bewegungsunfähig geschossen. Ein weiterer Torpedotreffer durch die Ashanti besiegelte schließlich den Untergang. Von der Besatzung fielen 39 Mann, darunter der Kommandant und zwei weitere Offiziere. Ein Rettungsboot mit 28 Mann, darunter einem Offizier (Oberleutnant zur See Hansen), erreichte die französische Küste. 140 Mann von ZH 1 gerieten in britische Kriegsgefangenschaft.
Z 32 wurde so schwer beschädigt, dass es bei der Île de Batz von seiner Besatzung auf Grund gesetzt und gesprengt wurde. Z 24 erhielt mehrere Artillerietreffer, bei denen mehrere Besatzungsangehörige getötet wurden, brach daraufhin das Gefecht ab und lief mit T 24 nach Brest zurück.

## Kommandant
- 5. Oktober 1942 bis 9. Juni 1944 Korvettenkapitän Klaus Barckow